# 北山元章
北山 元章（きたやま もとあき、1944年9月26日 - ）は、日本の元裁判官。兵庫県出身。兵庫県立加古川東高等学校、京都大学卒業。福岡高等裁判所長官を最後に2007年に退官。主に民事裁判を担当した。

## 経歴
- 1967年 司法修習生（大阪、21期）
- 1969年 東京地方裁判所判事補任官
- 1972年 札幌地方裁判所判事補・札幌家庭裁判所判事補
- 1975年 大阪地方裁判所判事補
- 1978年 仙台地方裁判所石巻支部判事補・仙台家庭裁判所石巻支部判事補
- 1979年 仙台地方裁判所石巻支部判事・仙台家庭裁判所石巻支部判事
- 1980年 仙台地方裁判所・仙台家庭裁判所石巻支部兼登米支部判事
- 1981年 東京地方裁判所判事
- 1983年11月 司法研修所教官
- 1987年4月 東京地方裁判所判事
- 1990年4月 東京地方裁判所部総括判事
- 1991年12月 横浜地方裁判所部総括判事
- 1996年4月 東京高等裁判所判事
- 1998年2月 那覇家庭裁判所長
- 同年12月 那覇地方裁判所長
- 2000年3月 東京高等裁判所部総括判事(知的財産1部）
- 2005年1月 さいたま地方裁判所長
- 2006年10月 福岡高等裁判所長官
- 2007年5月 退官

退官後は日本大学法科大学院の教授と弁護士を務めている。